# Theridion tigrae
Theridion tigrae är en spindelart som beskrevs av Sergei L. Esyunin och Viktor E. Efimik 1996. Theridion tigrae ingår i släktet Theridion och familjen klotspindlar. Inga underarter finns listade i Catalogue of Life.